# Эпштейн, Изабелла Германовна
Изабелла Германовна Эпштейн (1925, Берлин, Германское государство — 1986, Москва, СССР) — советский редактор-переводчик, киноредактор, член Союза кинематографистов СССР, главный редактор постоянного секретариата Московского международного кинофестиваля.

## Биография
Изабелла Германовна Эпштейн родилась в 1925 году в Берлине, Веймарская республика в семье Германа Вениаминовича Эпштейна (1888—1935), который в это время пребывал в Германии в научной командировке — был крупным микробиологом, одним из основателей Института им. Н. Ф. Гамалеи. «Человек он был разносторонний, увлекался Пушкиным, составлял словарь прилагательных поэта. В страшном 1918 году собранная им библиотека получила Охранную грамоту Народного комиссариата просвещения: „…библиотека преподавателя Московского университета Германа Вениаминовича Эпштейна по истории—литературе и биологии, представляющая научную ценность <…> реквизиции не подлежит“. Документ был подписан Валерием Брюсовым (Музей кино, рукописный отдел, Ф. 77, оп. 1, ед. хр. 6/1-2). Более трех тысяч томов на русском, английском, немецком, французском, итальянском, древнегреческом, латыни, иврите. Книги по литературе, живописи, музыке, истории, философии, религии, архитектуре, микробиологии, медицине… Как будто девочка Белла (Белка—так звали её близкие) от рождения получила волшебный ключ от входа во всемирную библиотеку, о которой размышлял Борхес». Её мать Евгения Абрамовна, урождённая Вишняк (1889—1967).
После школы И. Г. Эпштейн поступила на биологический факультет Московского государственного университета имени М. В. Ломоно́сова (МГУ), который окончила в 1948 году, получив квалификацию «физиология животных». С 1949 по 1951 годы работала в Институте инфекционных болезней им. И. И. Мечникова (Научно-исследовательском институте вакцин и сывороток им. Мечникова РАМН), в 1951 году была вынуждена уйти с работы, так как лаборатория, где работала И. Г. Эпштейн, была расформирована.
Изабелла Германовна долгое время не могла найти работу по специальности, в итоге по объявлению на улице нашла работу в Министерстве кинематографии СССР, где требовались переводчики. Впоследствии стала редактором-переводчиком отдела по международным связям Союза кинематографистов СССР, главным редактором постоянного секретариата Московского международного кинофестиваля, членом Союза кинематографистов СССР.
И. Г. Эпштейн также активно работала над выпусками Информационных сборников по страницам западной кинопечати Московского Всероссийского научно-исследовательского института киноискусства, была составителем и переводчиком; в частности, сборников статьи Андре Базена и Франсуа Трюффо. Переводила письма зарубежных деятелей культуры С. М. Эйзенштейну (1898—1948), часть которых была опубликована в ежемесячнике научного журнала «Искусство кино» (1973, № 1, с. 86), часть — в историко-теоретическом журнале о кино «Киноведческих записках» (№ 46, с. 219—225): 

Книги в высоких застекленных шкафах, круглый стол, над которым светит старинная люстра. Люди за столом, чаепитие, разговоры… Ее дом стал местом общения многих кинематографистов мира. В архиве сохранилась обширная переписка с советскими и зарубежными деятелями кино за период 1960—1980-х гг. Среди её корреспондентов режиссеры (Григорий Козинцев, Глеб Панфилов, Герц Франк, Аньес Варда, Алан Пакула, Криса Маркера, Йорис Ивенс, Рене Клеман, Паоло и Витторио Тавиани, Анджея Вайда, Вильгот Шёман, Карл Формен), критики и историки кино (Джей Лейда, Ямада Кадзуо, Жорж Садуль, Анри Ланглуа), писатели и драматурги (Джон Говард Лоусон, Дэвид Ринтелс) и другие.
Публикуемые нами письма были написаны в период с 1963-го по 1986 год. Почти четверть века. За эти годы произошло множество исторических событий: хрущевская оттепель и эпоха застоя в СССР, студенческая революция во Франции, война США во Вьетнаме, введение советских войск в Афганистан, перестройка Горбачева. В творчестве многих корреспондентов Изабеллы Германовны нашли отражение те или иные события мирового масштаба.— Е. О. Долгопят

Изабелла Германовна Эпштейн ушла из жизни в 1986 году в возрасте 61 года, покоится на Введенском кладбище рядом с родителями (18 уч.). 

## Память
- «Фраза, вынесенная в заголовок, взята из письма, адресованного Изабелле Германовне ЭПШТЕЙН известным шведским режиссером Вильготом Шёманом. В другом письме он говорил о том, что самым лучшим из трех дней его пребывания в России был обед у Изабеллы Германовны, её рассказ о своем детстве, родителях, воспитании. Рассказ стал для Шёмана откровением. Обед легко представить. Круглый стол. Старинный буфет. Люстра с хрустальными подвесками. Высокие застекленные шкафы с книгами. Все это можно увидеть сейчас в Музее кино. Можно включить свет, сесть за стол и увидеть лицо Изабеллы Германовны на фотографической карточке»[1].
- В посвящённом Сергею Эйзенштейну фильме Imagining October («Воображая Октябрь», 1984), частично снятом в Москве знаменитым британским кинорежиссёром Дереком Джарменом, использованы хроникальные кадры Москвы того времени, музея-квартиры Сергея Эйзенштейна на Смоленской площади, где в одном из кадров немолодая женщина идёт по улице — это Изабелла Германовна Эпштейн[1].
- В Музее кино письма Аньес Варда, Алана и Ханны Пакулы, Криса Маркера, Йориса Ивенса, Рене Клемана, Витторио Тавиани, Анджея Вайды, Вильгота Шёмана, Карла Формена и Анри Ланглуа расположены как по принципу содержания писем того или иного корреспондента, так и в хронологическом порядке, по предполагаемому времени начала его знакомства с Изабеллой Германовной — Музей кино: Ф. 77, оп. 3, ед. хр. 17[1][9].

## Адрес
- Проживала по адресу: 101000, Москва, Сверчков переулок, 10 кв. 15, тел. 295-16-05[2][3].

## Переводы книг и статей о кино, прозу и драматургию
- «Что такое кино» Андре Базена,
- «Язык кино» Дж. Г. Лоусона,
- «Эйзенштейн в Голливуде» Айвора Монтегю,
- «Жанкола. Ж.-П. Кино Франции, Пятая Республика: 1958—1978. — М.: Радуга, 1984» Жан-Пьера Жанкола,
- «Карьера Артуро Уи» Бертольта Брехта для Студенческого театра МГУ (пьеса была поставлена Сергеем Юткевичем и шла в 1963—1966 гг.),
- «Голодные» и «Убирайся, старик!» пьесы Уильяма Сарояна[1].

### Комментарии
1. ↑  Эпштейн Евгения Абрамовна (1889—1967) — «двоюродная сестра известного эсера» с 1905 года, деятеля культуры русского зарубежья, юриста, публициста Марка Вениаминовича Вишняка — «Кинограф» (№ 6, с. 37) Архивная копия от 11 сентября 2019 на Wayback Machine.
2. ↑  «В июле 1948 года прошла сессия ВАСХНИЛ по борьбе с вейсманизмом-морганизмом, начался разгром генетики; вскоре в стране развернулась кампания по борьбе с космополитизмом; таким образом, лаборатория, где работала Изабелла Германовна, была расформирована».
3. ↑  В бытность И. Г. Большакова, первого министра кинематографии СССР, одного из организаторов кинопроцесса в Советском Союзе.
4. ↑  Владела не менее чем 10 языками, включая основные европейские — русский, немецкий, французский, английский, итальянский (с акцентом), в совершенстве; знала латынь; её переводы являются образцами переводческого мастерства.
5. ↑  Французский номер «Эйзенштейновские чтения» <…> В 1988 году впервые на русском языке были опубликованы тексты Эпштейна… Дата обращения: 12 октября 2019. Архивировано 28 сентября 2014 года.